# Ropotok
Ropotok (łac. pyorrh(o)ea) – nieodgraniczone zapalenie ropne, w którym ropa gromadzi się na błonach śluzowych lub wypływa przez naturalne otwory
Do ropotoków zalicza się m.in.:
- ropotok oczodołu
- ropotok uszny
- ropotok zębowy